# Província de Yamato
Yamato (大和国, Yamato no Kuni) foi uma antiga província do Japão, localizada em Kinai, correspondendo à atual prefeitura de Nara em Honshū. Foi também conhecida como Washū (和州). Primeiramente, o nome era escrito com um caractere diferente (大倭; cf. Nomes do Japão), e mais ou menos dez anos após 737, foi revisado para se utilizar caracteres mais desejáveis (大養徳). A revisão final foi feita no segundo ano da era Tenpyō-hōji (c. 758). Era classificada como uma província superior no Engishiki.

Mapa das províncias japonesas (1868) com a província de Yamato em destaque

O nome Yamato deriva do povo Yamato; o Período Yamato na história do Japão remete ao final do Período Kofun (c. 250–538) e ao Período Asuka (538–710). Arqueólogos e historiadores japoneses enfatizam o fato de que no, início do Período Kofun, chefes de Yamato estavam em disputa com outros poderes regionais, como a Província de Kibi, perto da atual prefeitura de Okayama. Por volta do século VI, a liderança local ganhou o controle nacional e estabeleceu a corte imperial na província de Yamato.
O couraçado Yamato, navio da Frota Combinada da Marinha Imperial durante a Segunda Guerra Mundial, recebeu seu nome a partir da antiga província.

## Capital
A capital provincial era Wakigami no Distrito de Katsujō (atualmente o nordeste de Gose), mas acompanhando a transferência da capital Heijō-kyō, foi movida para o Distrito de Takaichi (Jōroku na atual Kashihara, onde as cidades de Ōgaru Ishikawa se encontram, chamado Karu no Chimata). Várias fontes estimam onde a capital se localizava, mas sem certeza. Não havia mansão do shugo; o Kōfuku-ji fazia esse papel.
No Setsuyōshū, o Distrito de Toichi é citado como sendo a sede.

## Templos
Popularmente acredita-se que o templo provincial para monges teria sido o Tōdai-ji, mas de fato pode ter sido um diferente em Kashihara. O templo para freiras era o Hokke-ji.
O santuário principal era o Santuário Ōmiwa em Sakurai. Não havia Ninomiya (templos secundários). O sōja era o Santuário Kōfuku (Takatori, Takaichi, Nara).

## Kamide Yamato
- Minamoto no Shigetoki
- Minamoto no Suetō
- Utsunomiya Nobufusa
- Oda Hidanaga
- Oda Toshisada
- Oda Tatsusada
- Oda Tatsukatsu
- Mitsuki Naoyori
- Honjō Fusanaga
- Tōyama Kagetō
- Jushii-ge Nakai Masakiyo
- Jushii-ge Matsudaira Tomonori
- Jushii-ge Matsudaira Naotsune
- Jugoi-ge Kanō Hisachika
- Jushii-ge Matsudaira Naonobu
- Jushii-ge Matsudaira Tsunenori
- Jushii-ge Matsudaira Naoyoshi

## Distritos
| Antigos          | Antigos                    | Medievais    | 1º de abril de 1896 | Modernos                                                        |
| ---------------- | -------------------------- | ------------ | ------------------- | --------------------------------------------------------------- |
| Sofu (曾布)      | Sofu no Kami no Kōri       | Soekami-gun  | Soekami-gun         | Nara-shi, Tenri-shi                                             |
| Sofu (曾布)      | Sofu no Shimo no Kōri      | Soejimo-gun  | Ikoma-gun           | Yamatokōriyama-shi, Ikoma-shi, Ikoma-gun                        |
|                  | Heguri no Kōri             | Heguri-gun   | Ikoma-gun           | Yamatokōriyama-shi, Ikoma-shi, Ikoma-gun                        |
|                  | Hirose no Kōri             | Hirose-gun   | Kitakatsuragi-gun   | Yamatotakada-shi, Kashiba-shi, Katsuragi-shi, Kitakatsuragi-gun |
| Katsuragi (葛城) | Katsuragi no Shimo no Kōri | Katsuge-gun  | Kitakatsuragi-gun   | Yamatotakada-shi, Kashiba-shi, Katsuragi-shi, Kitakatsuragi-gun |
| Katsuragi (葛城) | Katsuragi no Kami no Kōri  | Katsujō-gun  | Minamikatsuragi-gun | Gose-shi                                                        |
| Katsuragi (葛城) | Oshimi no Kōri             | Oshimi-gun   | Minamikatsuragi-gun | Gose-shi                                                        |
|                  | Uchi no Kōri               | Uchi-gun     | Uchi-gun            | Gojō-shi                                                        |
|                  | Yoshino no Kōri            | Yoshino-gun  | Yoshino-gun         | Gojō-shi, Yoshino-gun                                           |
|                  | Uda no Kōri                | Uda-gun      | Uda-gun             | Uda-shi, Uda-gun                                                |
| Shiki (磯城)     | Shiki no Kami no Kōri      | Shikijō-gun  | Shiki-gun           | Tenri-shi, Kashihara-shi, Sakurai-shi, Shiki-gun                |
| Shiki (磯城)     | Shiki no Shimo no Kōri     | Shikige-gun  | Shiki-gun           | Tenri-shi, Kashihara-shi, Sakurai-shi, Shiki-gun                |
|                  | Toichi no Kōri             | Toichi-gun   | Shiki-gun           | Tenri-shi, Kashihara-shi, Sakurai-shi, Shiki-gun                |
|                  | Takaichi no Kōri           | Takaichi-gun | Takaichi-gun        | Kashihara-shi, Takaichi-gun                                     |
|                  | Yamabe no Kōri             | Yamabe-gun   | Yamabe-gun          | Tenri-shi, Nara-shi, Yamabe-gun                                 |

## Domínios
- Domínio de Yagyū
- Domínio de Kōriyama
- Domínio de Koizumi
- Domínio de Yanagimoto
- Domínio de Kaijū / Domínio de Shibamura
- Domínio de Kujira
- Domínio de Uda-Matsuyama
- Domínio de Takatori
- Domínio de Okidome
- Domínio de Tatsuta
- Domínio de Tawaramoto
- Domínio de Kishida
- Domínio de Yamato-Shinjō
- Domínio de Gose
- Domínio de Yamato-Gojō